# Microplitis retentus
Microplitis retentus är en stekelart som först beskrevs av Papp 1984.  Microplitis retentus ingår i släktet Microplitis och familjen bracksteklar. Inga underarter finns listade i Catalogue of Life.